# آن بايونغ سيوك
آن بايونغ سيوك (هانغل: 임병석) مواليد 1923 - الوفاة 1984، هو لاعب كرة سلة كوري جنوبي. مثّل منتخب بلاده. شارك في دورة الألعاب الأولمبية الصيفية سنة 1948 وسنة 1956.

## روابط خارجية
- آن بايونغ سيوك على موقع الاتحاد الدولي لكرة السلة (الإنجليزية)
- آن بايونغ سيوك على موقع سبورتس رفرنس (الإنجليزية)
- آن بايونغ سيوك على موقع أوليمبيديا (الإنجليزية)